# Xuxa Só para Baixinhos 7
Xuxa Só para Baixinhos 7 é o décimo quarto álbum de estúdio da cantora e apresentadora de televisão brasileira Xuxa, lançado em 7 de julho de 2007 pela Som Livre. Este é o sétimo álbum da coleção Só para Baixinhos e aborda o tema das brincadeiras infantis, com canções que exploram de forma complexa esse "universo infantil".

## Lançamento e recepção
No dia 7 de julho de 2007, Xuxa se apresentou no Live Earth e lançou o álbum XSPB 7 em São Paulo. O disco teve uma ótima aceitação, vendendo mais de 500 mil cópias, e seu DVD foi certificado como ouro e platina pela Pro-Música Brasil por ultrapassar 25 e 50 mil cópias. No ano de 2007, ele ocupou a 8ª posição entre os DVDs mais vendidos.
A turnê do XSPB 7 estava programada para 2008, logo após o término da turnê Xuxa Festa em maio daquele ano. No entanto, o projeto foi cancelado e a turnê Xuxa Festa prosseguiu até outubro de 2009. Em novembro de 2007, durante a turnê, Xuxa apresentou trechos de músicas do XSPB 7, como "Pique Alto", e interagiu com o público, compartilhando suas ideias sobre como gostaria que a nova turnê fosse.

## Lista de faixas
| N.º            | Título                                                                                        | Compositor(es)                                | Duração |  |
| 1.             | "Pique Alto"                                                                                  | Vanessa Alves Ary Sperling Leonardo Sperling  | 1:54    |  |
| 2.             | "Bobinho"                                                                                     | Vanessa Alves Ary Sperling                    | 2:08    |  |
| 3.             | "Bambolê"                                                                                     | Leandro Barros Kátia Pereira                  | 2:11    |  |
| 4.             | "Dança da Cadeira"                                                                            | Vanessa Alves Maurício Gaetani                | 2:10    |  |
| 5.             | "Pula Corda"                                                                                  | Chico Roque Ed Wilson                         | 2:25    |  |
| 6.             | "Dança da Laranja"                                                                            | Leandro Barros Fred Pereira Vanessa Alves     | 2:15    |  |
| 7.             | "Cabo de Guerra"                                                                              | Leandro Barros Fred Pereira Vanessa Alves     | 1:36    |  |
| 8.             | "Bola Com a Boca"                                                                             | Vanessa Alves Ary Sperling Leandro Sperling   | 2:01    |  |
| 9.             | "Pedra, Papel e Tesoura"                                                                      | Vanessa Alves, Ary Sperling e Rafael Sperling | 2:14    |  |
| 10.            | "Morto-Vivo"                                                                                  | Vanessa Alves Ary Sperling Rogério Meanda     | 1:56    |  |
| 11.            | "Amarelinha"                                                                                  | Zé Henrique Fred Pereira                      | 2:46    |  |
| 12.            | "Salada Mista"                                                                                | Álvaro Socci Cláudio Matta                    | 2:04    |  |
| 13.            | "Gato Mia"                                                                                    | Vanessa Alves Maurício Gaetani                | 1:54    |  |
| 14.            | "A Linda Rosa Juvenil" (cantada por Sasha Meneghel Szafir)                                    | D. P.                                         | 1:38    |  |
| 15.            | "Brincar de Sonhar" (cantada por Alyriana Kellen Miranda Guedes e Eduarda dos Santos Menezes) | Vanessa Alves Ary Sperling                    | 4:06    |  |
| Duração total: | Duração total:                                                                                | Duração total:                                | 33:18   |  |

| DVD            |                                                                                       |                                              |         |  |
| N.º            | Título                                                                                | Compositor(es)                               | Duração |  |
| 1.             | "Introdução"                                                                          |                                              | 0:44    |  |
| 2.             | "Bambolê"                                                                             | Leandro Barros Kátia Pereira                 | 2:16    |  |
| 3.             | "Passagem (Xuxinha e Guto: Corrida do Saco)"                                          |                                              | 0:35    |  |
| 4.             | "Dança da Laranja"                                                                    | Leandro Barros Fred Pereira Vanessa Alves    | 2:19    |  |
| 5.             | "Passagem (Xuxinha e Guto: Corrida do Ovo)"                                           |                                              | 0:28    |  |
| 6.             | "Pedra, Papel e Tesoura"                                                              | Vanessa Alves Ary Sperling Rafael Sperling   | 2:18    |  |
| 7.             | "Passagem (Xuxinha e Guto: Jogo da Velha)"                                            |                                              | 0:32    |  |
| 8.             | "Morto-Vivo"                                                                          | Vanessa Alves Ary Sperling Rogério Meanda    | 1:59    |  |
| 9.             | "Passagem (Bonequinhos de Dedos)"                                                     |                                              | 0:32    |  |
| 10.            | "Pula Corda"                                                                          | Chico Roque Ed Wilson                        | 2:29    |  |
| 11.            | "Passagem (Xuxinha e Guto: Passa Corda)"                                              |                                              | 1:00    |  |
| 12.            | "Dança da Cadeira"                                                                    | Vanessa Alves Maurício Gaetani               | 2:14    |  |
| 13.            | "Passagem (Xuxinha e Guto: Carrinho de Mão)"                                          |                                              | 0:28    |  |
| 14.            | "Cabo de Guerra"                                                                      | Leandro Barros Fred Pereira Vanessa Alves    | 1:42    |  |
| 15.            | "Passagem (Xuxinha e Guto: Forca)"                                                    |                                              | 1:04    |  |
| 16.            | "Amarelinha"                                                                          | Zé Henrique Fred Pereira                     | 2:50    |  |
| 17.            | "Passagem (Xuxinha e Guto: Corrida das Boias)"                                        |                                              | 0:47    |  |
| 18.            | "Bola Com a Boca"                                                                     | Vanessa Alves Ary Sperling Leandro Sperling  | 2:04    |  |
| 19.            | "Passagem (Xuxinha e Guto: Bum Bola)"                                                 |                                              | 0:21    |  |
| 20.            | "Pique Alto"                                                                          | Vanessa Alves Ary Sperling Leonardo Sperling | 1:58    |  |
| 21.            | "Passagem (Xuxinha e Guto: Cobrinha)"                                                 |                                              | 0:26    |  |
| 22.            | "Bobinho"                                                                             | Vanessa Alves Ary Sperling                   | 2:12    |  |
| 23.            | "Passagem (Xuxinha e Guto: Cama de Gato)"                                             |                                              | 0:44    |  |
| 24.            | "Salada Mista"                                                                        | Álvaro Socci Cláudio Matta                   | 2:08    |  |
| 25.            | "Passagem (Xuxinha e Guto: Passa Anel)"                                               |                                              | 0:43    |  |
| 26.            | "A Linda Rosa Juvenil" (cantada por Sasha Meneghel Szafir)                            | D. P.                                        | 1:38    |  |
| 27.            | "Passagem (Xuxinha e Guto: Cabra Cega)"                                               |                                              | 0:43    |  |
| 28.            | "Gato Mia"                                                                            | Vanessa Alves Maurício Gaetani               | 2:10    |  |
| 29.            | "Passagem (Xuxinha e Guto: Piscar)"                                                   |                                              | 0:41    |  |
| 30.            | "Brincar de Sonhar" (com Alyriana Kellen Miranda Guedes e Eduarda dos Santos Menezes) | Vanessa Alves Ary Sperling                   | 4:06    |  |
| 31.            | "Créditos" (Brincar de Sonhar (Remix))                                                |                                              | 15:46   |  |
| Duração total: | Duração total:                                                                        | Duração total:                               | 58:44   |  |

## Vendas e certificações
| Região                                              | Certificação | Vendas  |
| --------------------------------------------------- | ------------ | ------- |
| Brasil (Pro-Música Brasil) DVD                      | Platina      | 50,000* |
| Brasil (Pro-Música Brasil) CD/ÁLBUM                 | Ouro         | 50,000* |
| *números de vendas baseados somente na certificação |              |         |

## Histórico de lançamento
| Região | Data               | Formato(s)     | Gravadora(s) | Referência(s) |
| ------ | ------------------ | -------------- | ------------ | ------------- |
| Brasil | 7 de julho de 2007 | CD DVD Blu-ray | Som Livre    |               |